# 1640er
Portal Geschichte | Portal Biografien | Aktuelle Ereignisse | Jahreskalender | Tagesartikel

◄ |
16. Jh. |
17. Jahrhundert
| 18. Jh. | ►

◄ |
1610er |
1620er |
1630er |
1640er
| 1650er | 1660er | 1670er | ►

1640 |
1641 |
1642 |
1643 |
1644 |
1645 |
1646 |
1647 |
1648 |
1649

## Ereignisse
Europa
- 1618 bis 1648: Dreißigjähriger Krieg.
- 1648: Ende des Dreißigjährigen Krieges durch den Westfälischen Frieden.
- 1642: Beginn des Englischen Bürgerkriegs zwischen Krone und Parlament (bis 1648), der mit dem Sieg der parlamentarischen Streitkräfte endet.
- 1649: König Karl I. von England wird wegen Hochverrats geköpft. England wird unter Oliver Cromwell zur Republik.

Asien
- 1641: Der Vulkan Parker bricht am 4. Januar auf den Philippinen aus. Die Eruptionswolke verdunkelt die Insel Mindanao mehrere Wochen lang. Die Eruption erreichte auf dem Vulkanexplosivitätsindex die Stärke fünf.
- 1641: Japan schließt seine Häfen; Beginn der Isolation des Landes von der Außenwelt, die bis 1853 andauern wird.
- 1644: Beginn der Qing-Dynastie.

Amerika
- Nach 100 Jahren Krieg kennen die Spanier die Unabhängigkeit der Mapuche an. Erst 1883 verliert die Indio-Nation ihr Land.

## Persönlichkeiten
- Ludwig XIV., König von Frankreich und Navarra
- Jules Mazarin, Kardinal
- Ferdinand III., Kaiser des Heiligen Römischen Reiches Deutscher Nation, König von Ungarn, König von Böhmen
- Philipp IV., König von Spanien, Neapel, Sizilien und Portugal
- Friedrich Wilhelm, Kurfürst von Brandenburg
- Innozenz X., Papst
- Urban VIII., Papst
- Michael I., Zar in Russland
- Alexei I., Zar in Russland
- Oliver Cromwell, Lordprotektor in England, Schottland und Irland
- Karl I., König von England, Schottland und Irland
- Go-Kōmyō, Kaiser von Japan
- Meishō, Kaiserin von Japan
- Chongzhen, Kaiser von China
- Shunzhi, Kaiser von China

## Kultur

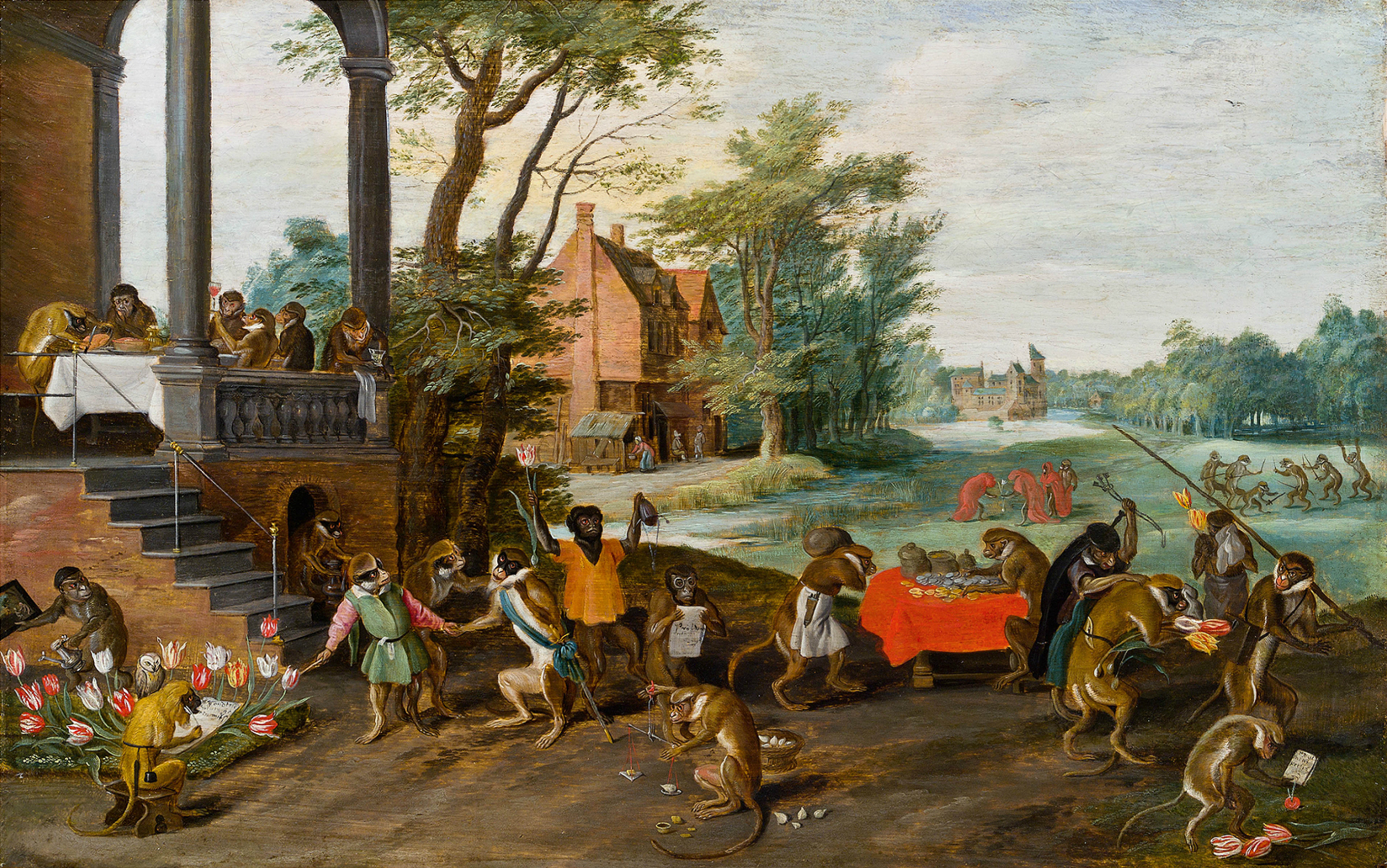
Allegorie der Tulipomanie

- Jan Brueghel der Jüngere vollendet das satirische Gemälde Allegorie der Tulipomanie. Es bezieht sich auf die sogenannte Tulpenmanie in den Niederlanden der 1630er Jahre.